# Otto von Garnier
Otto Wladislaus Eduard Konstantin von Garnier (Neustadt, 1. svibnja 1859. – Hechingen, 17. lipnja 1947.) je bio njemački general i vojni zapovjednik. Tijekom Prvog svjetskog rata zapovijedao je 4. konjičkom divizijom, te V. pričuvnim i VII. pričuvnim korpusom na Zapadnom i Istočnom bojištu. 

## Vojna karijera
Otto von Garnier rođen je 1. svibnja 1859. u Neustadtu (danas Prudnik u Poljskoj). Sin je Otta von Garniera, inače general poručnika u pruskoj vojsci, i Agnes Mitzlaff. U prusku vojsku stupio je u listopadu 1876. služeći u 6. husarskoj pukovniji. Od listopada 1882. pohađa Prusku vojnu akademiju, te se nakon završetka iste vraća na službu u 6. husarsku pukovniju. U srpnju 1886. promaknut je u čin poručnika, dok od 1888. godine služi u Glavnom stožeru u Berlinu. U siječnju 1891. unaprijeđen je u čin konjičkog satnika, dok od veljače te iste godine služi u stožeru XIV. korpusa sa sjedištem u Karlsruheu. U stožeru navedenog korpusa služi iduće dvije godine, da bi u listopadu 1893. postao zapovjednikom satnije u 1. ulanskoj pukovniji. Od 1895. ponovno se nalazi na službi u Glavnom stožeru u kojem služi do svibnja 1896. kada prelazi na službu u stožer 14. pješačke divizije smještene u Düsseldorfu.
U ožujku 1897. promaknut je u čin bojnika, dok u srpnju 1899. prelazi na službu u stožer IV. vojnog područja. U rujnu 1903. unaprijeđen je u potpukovnika, nakon čega u listopadu te iste godine postaje zapovjednikom 2. gardijske ulanske pukovnije. U svibnju 1906. promaknut je u pukovnika, da bi u rujnu postao načelnikom stožera VI. korpusa kojim je tada zapovijedao Remus von Woyrsch. U navedenom stožeru služi iduće dvije godine, do prosinca 1908., kada dobiva zapovjedništvo nad 11. konjičkom brigadom smještenom u Breslauu. U svibnju 1910. promaknut je u čin general bojnika, dok u veljači 1913. dostiže čin general poručnika kada postaje glavnim inspektorom 2. konjičke inspekcije koja je imala sjedište u Stettinu.

## Prvi svjetski rat
Na početku Prvog svjetskog rata Garnier postaje zapovjednikom 4. konjičke divizije koja je na Zapadnom bojištu podržavala napredovanje 3. armije kojom je zapovijedao Max von Hausen. Garnier tako sudjeluje u prodoru kroz Belgiju, te u opsadi Liegea. Nakon zauzimanja Liegea, Garnier s 4. konjičkom divizijom sudjeluje u borbama na Sommi, kod Arrasa i kod Ypresa.
U studenom 1914. Garnier je s 4. konjičkom divizijom premješten na Istočno bojište gdje je 21. studenog 1914. ranjen u borbama kod Ciechanowa. Nakon oporavka od posljedica ranjavanja, u kolovozu 1915. postaje zapovjednikom 6. konjičkog zapovjedništva koje se nalazilo u sastavu 10. armije pod zapovjedništvom Hermanna von Eichhorna. Zapovijedajući navedenom formacijom sudjeluje u borbama na rijeci Njemen i oko Vilne.
U lipnju 1916. premješten je na Zapadno bojište gdje preuzima zapovjedništvo nad V. pričuvnim korpusom zamijenivši na tom mjestu Ericha von Gündella. S navedenim korpusom sudjeluje u borbama u Champagni i Sommi. Za uspješno zapovijedanje 17. listopada 1916. odlikovan je ordenom Pour le Mérite kojeg mu je uručio car Vilim osobno.
Krajem kolovoza 1917. postaje zapovjednikom VII. pričuvnog korpusa kojim je do tada zapovijedao Franz von Soden. Navedeni korpus držao je položaje oko Reimsa na relativno mirnom dijelu bojišta. U prosincu 1917. promaknut je u generala konjice, nakon čega je u ožujku 1918. godine umirovljen.

## Poslije rata
Otto von Garnier preminuo je 17. lipnja 1947. godine u 89. godini života u Hechingenu. Njegova kćer Huberta bila je udana za generala Dietricha von Choltitza koji je za vrijeme Drugog svjetskog rata bio vojni guverner Pariza.

## Vanjske poveznice
(eng.) Otto von Garnier na stranici Prussianmachine.com

(njem.) Otto von Garnier na stranici Deutschland14-18.de  Arhivirana inačica izvorne stranice od 4. ožujka 2016. (Wayback Machine)